# Olivier Darrason
Olivier Darrason, né le 12 juillet 1954 à Marseille (Bouches-du-Rhône), est un homme politique français.

## Biographie

### Formation
Il est ancien élève de l'Institut d'études politiques d'Aix-en-Provence, dont il est diplômé en 1974. Il obtient une licence de droit de l'université d'Aix-Marseille en 1975, puis une maîtrise en droit public en 1976 et un DEA de droit fiscal et finances publiques à l'université Panthéon-Assas en 1977. Il prépare et est admis à l'École nationale d'administration (promotion Henri-François-d'Aguesseau, 1980-1982).[source secondaire nécessaire]

### Carrière politique
Il a été député de la 3e circonscription des Bouches-du-Rhône de 1993 à 1997 et est Conseiller de l'Assemblée des Français de l'étranger depuis 2001.

### Carrière professionnelle
Il est président de la Compagnie européenne d’intelligence stratégique (CEIS), qu'il fonde en 1997 jusqu'à la vente de la majorité de ses parts à ses associés et au Crédit mutuel Alliance fédérale en 2018. Il cède à Avisa Partners les 10 % qu'il possède encore dans l'entreprise en 2020.

## Sources
- Les papiers personnels d'Olivier Darrason sont conservés aux  Archives nationales sous la cote 717AP[4].